# Константин (Петров)
Епи́скоп Константи́н (в миру Койчо Василев Петров; 18 мая 1941, село Златосел (ныне Брезово, Пловдивская область) — 23 мая 2017) — сначала епископ Альтернативного синода Болгарской православной церкви, а потом — Болгарской православной церкви, титулярный епископ Маркианопольский, викарий Софийской епархии.

## Биография
В 1955—1961 годы обучался в Софийской духовной семинарии. После этого 2 года проходил срочную военную службу. В 1964 году поступил в Софийскую духовную академию, которую закончил в 1968 году
Женился и 10 марта 1968 года, ещё во время обучения на восьмом семестре, был рукоположён во священника, после чего 29 лет прослужил приходским священником в софийских храмах святых Кирилла и Мефодия, Святого Андрея и с 1981 года — храма святого пророка Илии.
В 1975 году его жена потребовала развода, что и произошло в 1976 году. В браке родились двое дочерей.

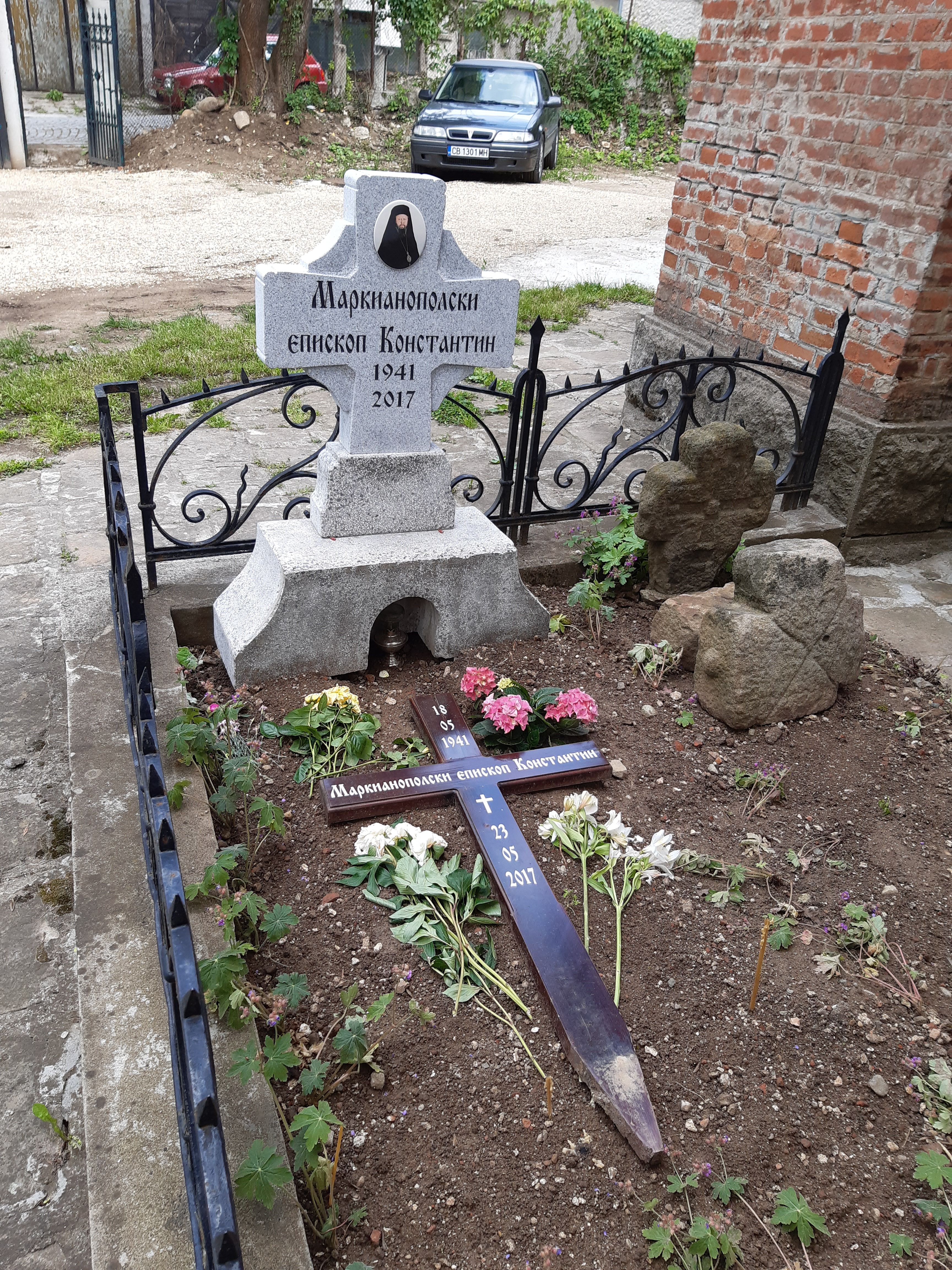
Могила епископа Константина в Илиинском храме, Княжево

После учинения раскола в Болгарской Православной Церкви в 1992 году примкнул к «альтернативному» Синоду.
Был избран епископом, принял монашество, 25 марта 1997 года возведён в сан архимандрита, а 27 августа 1997 года — хиротонисан архиереями Альтернативного синода во епископа Знепольского.
По решению проходившего в Софии Всеправославного Собора 30 сентября-1 октября 1998 года «по крайнему снисхождению» епископ Константин был принят в каноническое общение с Болгарской Православной Церковью в сущем сане и получил титул епископа Маркианопольского.
С того времени состоял викарием Софийской епархии. Числясь епархиальным духовным надзирателем, епископ Константин настоятельствовал в храме пророка Илии в столичном квартале Княжево.